# 素木得一
素木 得一（しらき とくいち、1882年3月9日 - 1970年12月22日）は、日本の昆虫学者。日本応用動物昆虫学会元会長。応用昆虫学などを専門とし、害虫であるワタフキカイガラムシの大発生に対してベダリアテントウを導入して駆除を行い、日本において初めて天敵を利用した生物的防除を成功させたことで知られる。また多数の昆虫を新種として記載したことでも知られている。
父は教育者の素木岫雲、妹は作家の素木しづ。息子に窯業工学者の素木洋一がいる。

## 略歴
1882年、北海道函館市に生まれる。
札幌農学校（現：北海道大学農学部）に進学し、松村松年に師事して昆虫学を専攻した。1906年に札幌農学校を首席で卒業後、同学校の助教授に就任。その翌年には台湾総督府農業試験場に赴任し、昆虫部長、植物検査所長を歴任。1928年に台北帝国大学が設立されると、同大の教授として赴任し、特に害虫駆除の観点から応用昆虫学、植物学などの研究を進めた。
台北帝国大学に赴任後、理学部長や図書館長を歴任し、1942年に台北帝国大学を退官。同年9月に名誉教授となった。終戦後の1947年に日本へ帰国し、翌1948年に日本応用動物昆虫学会会長に就任。1953年には日本昆虫学会名誉会員、1957年には日本応用動物昆虫学会名誉会員にそれぞれ推挙された。また退官後にも多数の著作や論文を執筆した。
1970年に心臓衰弱で死去。生涯に発表した論文は約150編、約15000ページにのぼる。墓所は多磨霊園(10-1-15-1)。

## 主な著作
- 害虫・益虫（1940年、大日本図書）
- 昆虫の分類（1954年、北隆館） - 2010年に復刻。
- 衛生昆虫（1958年、北隆館） - 2012年に復刻。
- 昆虫学辞典（1962年、北隆館） - 2011年に復刻。
- 基礎昆虫学（1964年、北隆館）
- 昆虫の検索（1964年、北隆館） - 2012年に復刻。
- 幼虫の検索（1969年、北隆館） - 2012年に復刻。
- 思い出すままに（1969年、日本植物防疫協会研究所内素木得一先生米寿記念祝賀事業会）